# Бёттихер
Бёттихер (нем. von Bötticher) — балтийско-немецкий дворянский род.

## Происхождение и история рода
Происходит от эрфуртского уроженца Николауса фон Бёттихер (ок. 1650 — 92), бывшего пастором в Блидене в Курляндии. Его сын Христофор (1686—1745) — пастор в Обер- и Нидер-Бартау в Курляндии. От сыновей последнего, Карла-Дитриха (1722—1786) и Иоганна-Христофора (1734—1807), в 1770 г. продавших родовое имение отца и деда, происходят две линии рода.
Ко второй линии принадлежит рязанская ветвь, происходящая от Теодора (Фёдора) фон Бёттихер 11.10.1890 Фёдор Фёдорович фон Бёттихер вместе с матерью, рязанской дворянкой Еленой Григорьевной, внесен в VI ч. дворянской родословной книги Рязанской губернии.

## Носители фамилии
- Беттихер, Густав Иванович — Георгиевский кавалер; генерал-майор; № 4198; 25 декабря 1828.
- Бёттихер, Карл Генрих фон (1833—1907) — германский политический деятель.
- Бёттихер, Карл Вильгельм фон (1791—1868) — немецкий юрист, прусский чиновник.
- Беттихер, Мориц Иванович — Георгиевский кавалер; полковник; № 3711; 26 ноября 1823.
- Лагард, Пауль Антуан де (собственно Бёттихер, по матери Лагард; 1827—1891) — немецкий историк-востоковед, профессор в Геттингене.

## Описание герба
В лазоревом щите на зеленом холме серебряный пеликан с поднятыми крыльями, червлеными глазами, клювом и лапами питает червленой кровью двух серебряных птенцов с червлеными глазами, клювами и лапами.
Щит увенчан дворянским коронованным шлемом. Нашлемник: два орлиных крыла: правое лазоревое, левое серебряное. Намет: лазоревый с серебром. Герб Беттихера внесен в Часть 14 Общего гербовника дворянских родов Всероссийской империи, стр. 17.